# Greigia pearcei
Greigia pearcei är en gräsväxtart som beskrevs av Carl Christian Mez. Greigia pearcei ingår i släktet Greigia och familjen Bromeliaceae. Inga underarter finns listade i Catalogue of Life.